# Юнисон-Москва
«Юнисон-Москва» — профессиональный хоккейный клуб из Москвы. Выступал в НМХЛ (2022-2024) и ВХЛ (2024-2025). Летом 2025 года клуб объявил о том, что не примет участие в сезоне 2025/26 и приостанавливает свою деятельность.

## История
Основан в 2022 году. С 2022 по 2024 год играл в НМХЛ — в сезоне 2023/24 клуб победил в регулярном чемпионате, набрав 74 очка в 40 играх, забил больше всех — 200 шайб, и пропустил меньше всех — 71 шайбу. В феврале 2024 года было подписано соглашение с подмосковным «Витязем» — клуб пополнило сразу несколько игроков, имевших опыт игры в КХЛ. В итоге «Юнисон-Москва» стал обладателем Кубка Регионов 2023/24.
В сезоне 2024/25 клуб пополнил состав участников ВХЛ, где по итогам регулярного чемпионата занял 32 место.
Летом 2025 года клуб объявил о том, что не примет участие в сезоне 2025/26 и приостанавливает свою деятельность.